# Coron (Maine-et-Loire)
Coron é uma comuna francesa na região administrativa da Pays de la Loire, no departamento de Maine-et-Loire. Estende-se por uma área de 31,9 km². Em 2010 a comuna tinha 1 618 habitantes (densidade: 50,7 hab./km²).